# Benjamin Button (chat)
Ne doit pas être confondu avec L'Étrange Histoire de Benjamin Button.
Benjamin Button est un chat ragdoll appartenant à la chanteuse américaine Taylor Swift. Il est régulièrement mis en avant par sa propriétaire, notamment en 2023 lors de sa photo pour la couverture de la personnalité de l'année selon Time Magazine, et en 2024 lors de son annonce comme soutien de la candidate démocrate Kamala Harris à l'élection présidentielle américaine.

## Vie
Benjamin Button est abandonné, puis trouvé par Taylor Swift en 2019 lors du tournage du clip de Me!. Elle le garde et officialise son adoption quelques jours après le tournage par un selfie publié sur Instagram. Il est mis en avant par l'artiste  en 2021 dans un clip qui lui est dédié en reprenant son titre Red (Taylor's Version) pour marquer « son 22e anniversaire en âge chat ».

## Usage médiatique
Sa maîtresse fait avec lui la couverture du Time Magazine pour son choix de personnalité de l'année en 2023. Il pose sur les épaules de Taylor Swift et fixe du regard le photographe. Il pose de nouveau avec sa maîtresse en 2024 dans un post Instagram lors duquel Taylor Swift annonce soutenir la candidate démocrate Kamala Harris pour l'élection présidentielle américaine de cette même année.

## Référence
1. ↑  Ségolène Forgar, « De l’abandon à la une du Times : l’étrange histoire de «Benjamin Button», le chat de Taylor Swift », Madame Figaro,‎ 7 décembre 2023 (lire en ligne, consulté le 18 septembre 2024).
2. ↑  (en) Mitchell Peters, « Taylor Swift Revisits Familiar ‘Red (Taylor’s Version)’ Song to Celebrate Benjamin Button’s 22nd Birthday (in Cat Years): Watch », Billboard,‎ 27 décembre 2021 (lire en ligne, consulté le 18 septembre 2024).
3. ↑  (en) Joseph Pisani, « Taylor Swift’s Benjamin Button Is Time’s Cover Cat of the Year », The Wall Street Journal,‎ 6 décembre 2023 (lire en ligne, consulté le 18 septembre 2024).
4. ↑  Raphaëlle Besse Desmoulières, « Le chat de Taylor Swift, une figure politique à part entière », Le Monde,‎ 18 septembre 2024 (lire en ligne, consulté le 18 septembre 2024).